# Driemanspolder (sneltramhalte)
Driemanspolder is een sneltramhalte van RandstadRail en een voormalig NS-spoorwegstation in Zoetermeer aan de Zoetermeer Stadslijn. Het werd geopend op 22 mei 1977.
De halte ligt aan de rand van de wijk Driemanspolder, naast de A12 en is door middel van de Nelson Mandelabrug over de snelweg verbonden met station Zoetermeer. Hoewel het een eigen halte betreft, vormt Driemanspolder eigenlijk één geheel met station Zoetermeer. Ook de spoornummering loopt door: Driemanspolder kent de sporen 1 en 2, Zoetermeer alleen 3 en 4. De twee delen van het station zijn gescheiden door de snelweg en er zijn geen railverbindingen.

## Geschiedenis
De halte werd jarenlang bediend door de volgende treinseries:
- 13300: Den Haag Centraal - Centrum West - Driemanspolder - Leidsewallen - Centrum West - Den Haag Centraal
- 13400: Den Haag Centraal - Centrum West - Driemanspolder - Leidsewallen - Centrum West - Den Haag Centraal (spits)
- 13700: Den Haag Centraal - Centrum West - Leidsewallen - Driemanspolder - Centrum West - Den Haag Centraal
- 13800: Den Haag Centraal - Centrum West - Leidsewallen - Driemanspolder - Centrum West - Den Haag Centraal (spits)

### RandstadRail
Met ingang van 3 juni 2006 werd het station tijdelijk gesloten om verbouwd te worden tot sneltramhalte in het kader van het lightrailproject RandstadRail. De perrons werden ingekort en verlaagd zodat er een gelijkvloerse instap kon worden geboden met de nieuwe sneltrams.
Het station zou volgens de oorspronkelijke plannen op 3 september 2006 heropend worden als halte van de nieuwe RandstadRail 3, de indienststelling van deze lijn liep echter vertraging op. Per 27 oktober 2007 is RandstadRail 3 over het gehele traject gaan rijden en is halte Driemanspolder weer in gebruik.
Van 2 december 2022 tot en met 26 januari 2023 stopten de trams tijdelijk niet bij deze halte, omdat in de Nelson Mandelabrug (waarmee de halte wordt betreden) scheuren zijn ontdekt.

## Foto's

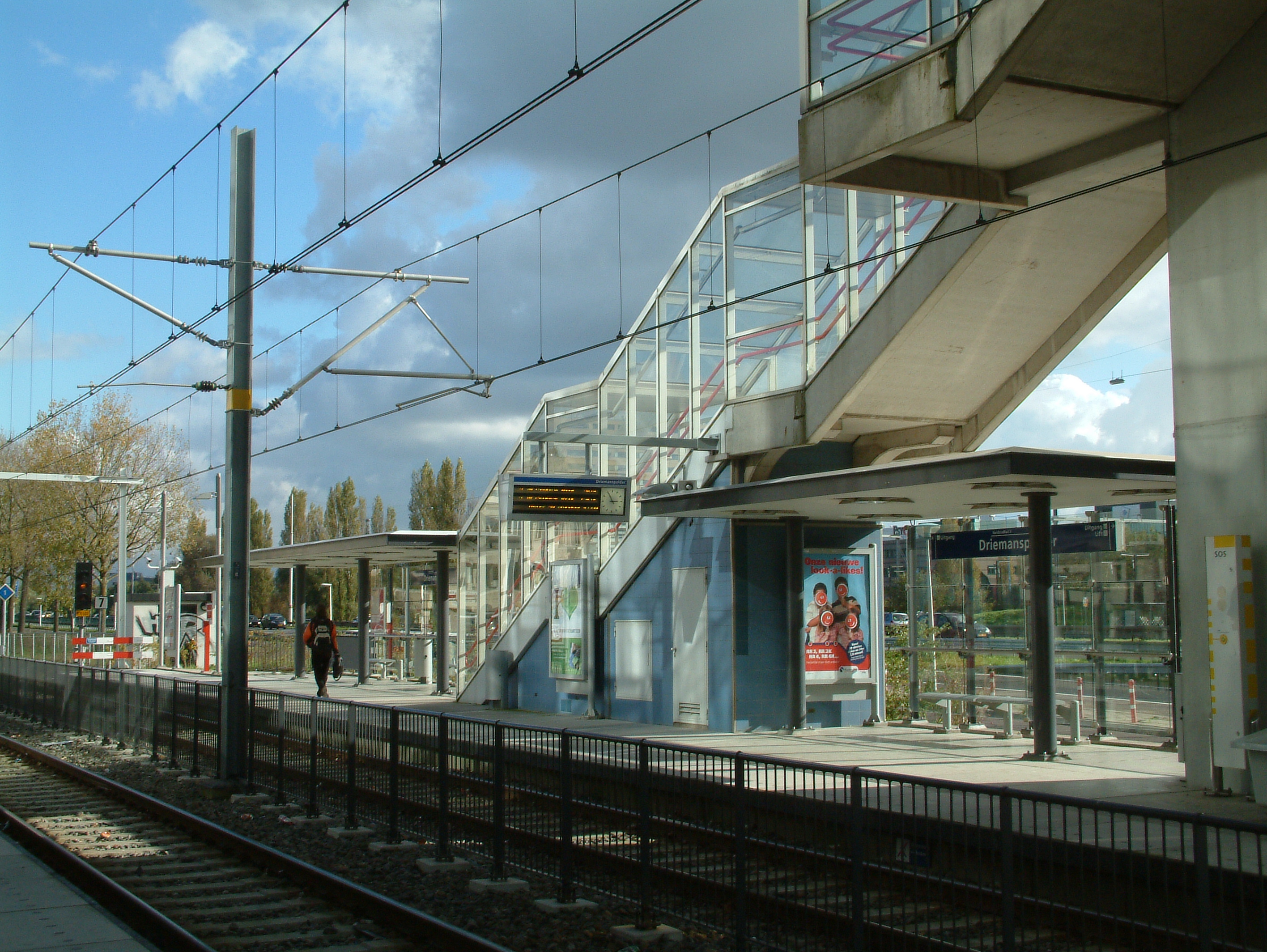
Zuidelijk perron
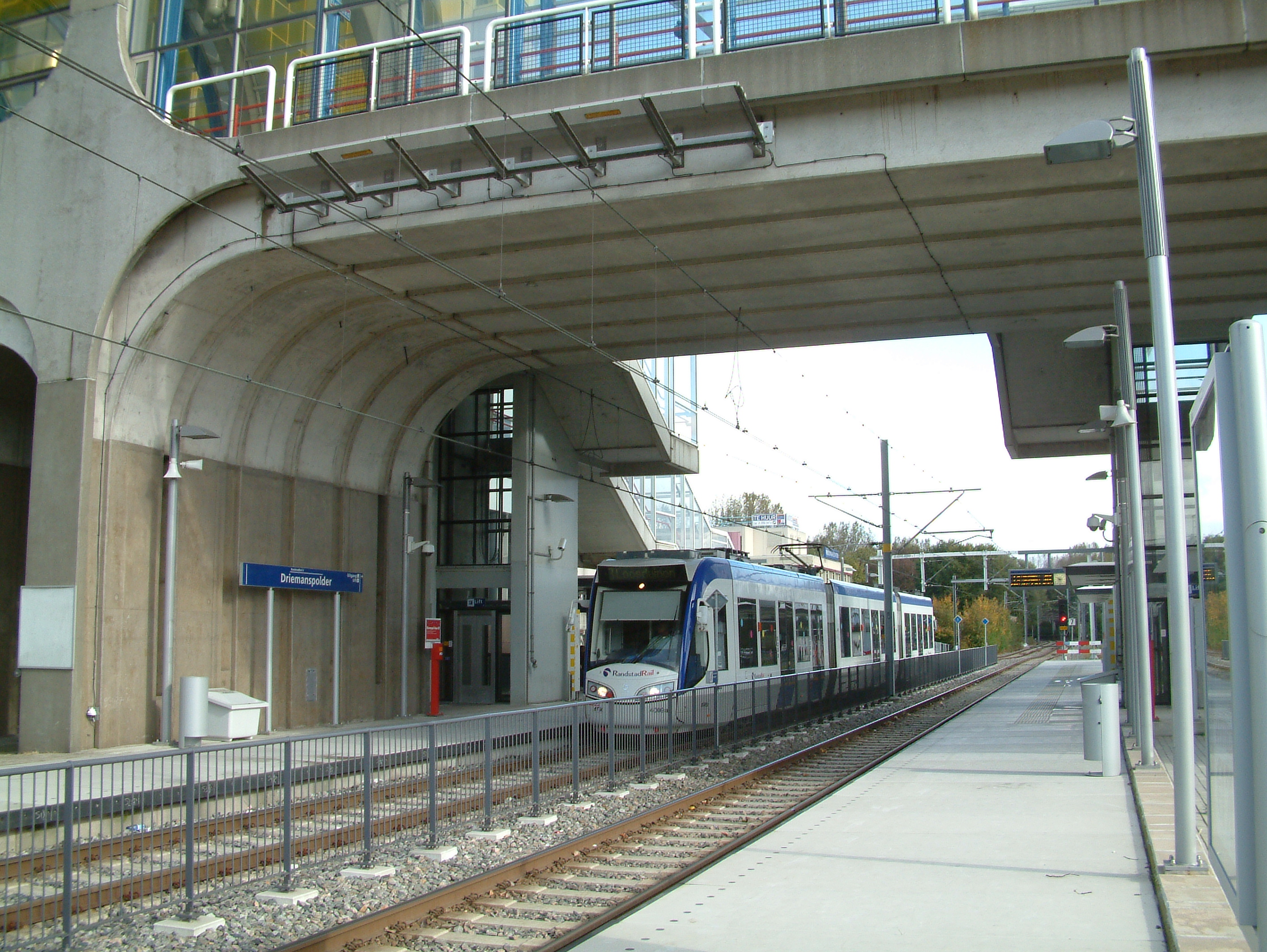
Onder de Nelson Mandelabrug
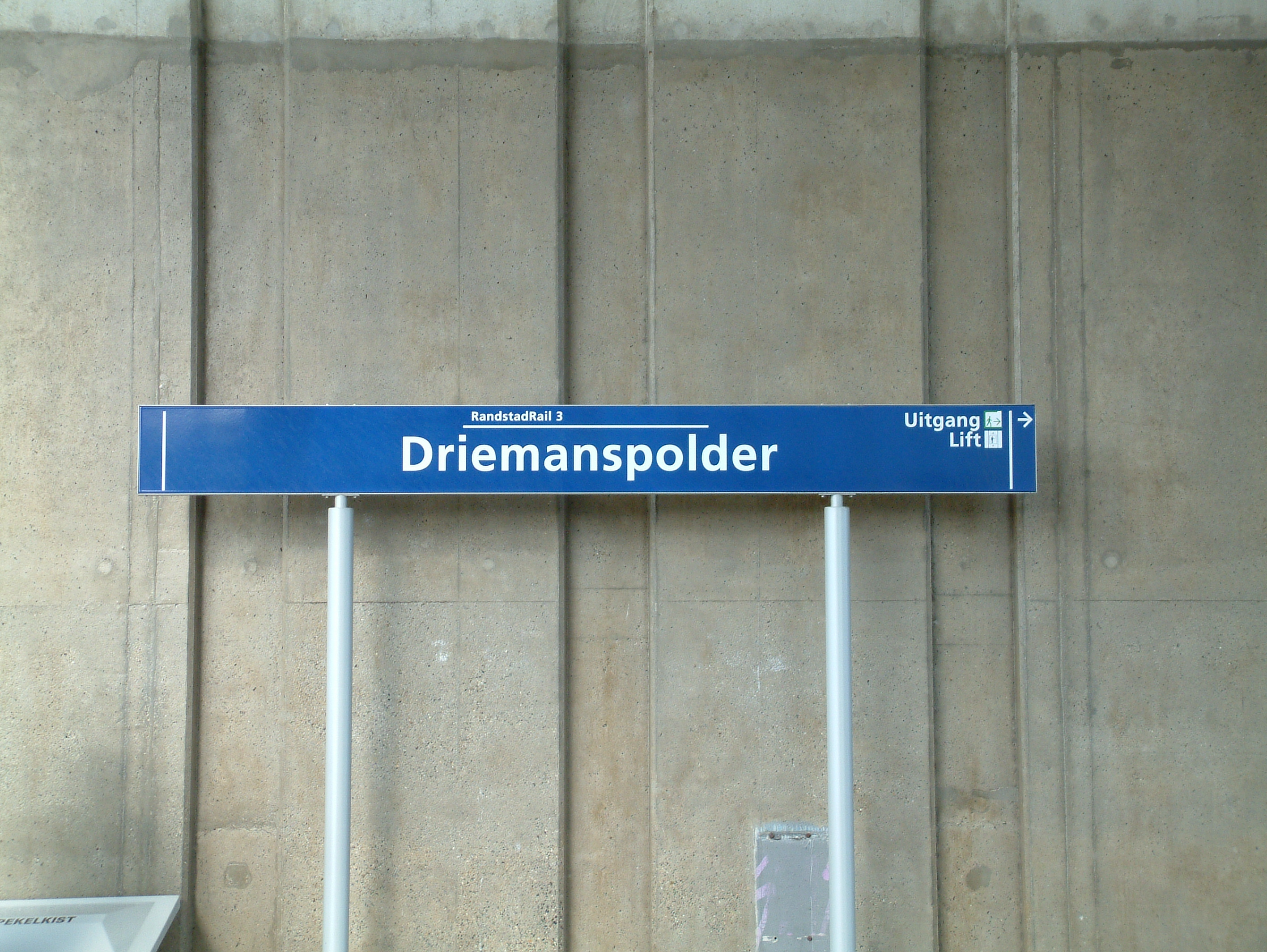
Stationsbord

Arnold Spoelplein ·
Pisuissestraat ·
Mozartlaan ·
Heliotrooplaan ·
Muurbloemweg ·
Hoefbladlaan ·
De Savornin Lohmanplein ·
Appelstraat ·
Zonnebloemstraat ·
Azaleaplein ·
Goudenregenstraat ·
Fahrenheitstraat ·
Valkenbosplein ·
Conradkade ·
Van Speijkstraat ·
Elandstraat ·
HMC Westeinde ·
Brouwersgracht ·
Grote Markt ·
Spui ·
Centraal Station (NS) ·
Beatrixkwartier ·
Laan van NOI (NS) ·
Voorburg 't Loo ·
Leidschendam-Voorburg ·
Forepark ·
Leidschenveen ·
Voorweg Laag ·
Centrum-West ·
Stadhuis ·
Palenstein ·
Seghwaert ·
Leidsewallen ·
De Leyens ·
Buytenwegh ·
Voorweg Hoog ·
Meerzicht ·
Driemanspolder (NS) ·
Delftsewallen ·
Dorp ·
Centrum-West